# Strobilanthes saccata
Strobilanthes saccata är en akantusväxtart som beskrevs av John Richard Ironside Wood. Strobilanthes saccata ingår i släktet Strobilanthes och familjen akantusväxter. Inga underarter finns listade i Catalogue of Life.